# Daulopaectes trichosa
Daulopaectes trichosa är en fjärilsart som beskrevs av George Francis Hampson 1910. Daulopaectes trichosa ingår i släktet Daulopaectes och familjen tandspinnare. Inga underarter finns listade i Catalogue of Life.